# Celendín (província)
Celendín é uma província do Peru localizada na região de Cajamarca. Sua capital é a cidade de Celendín.

## Distritos

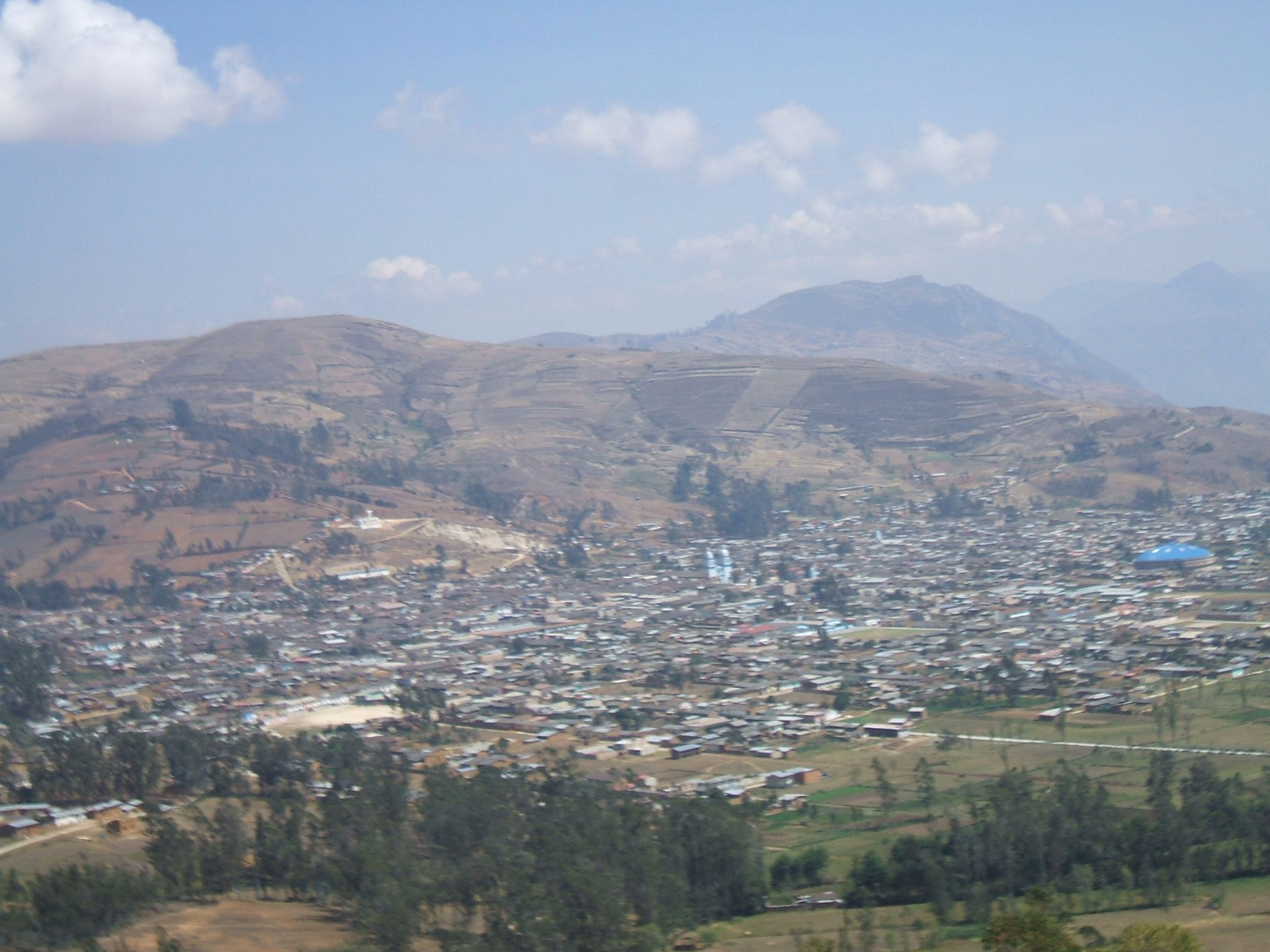
Celendín

- Chumuch
- Celendín
- Cortegana
- Huasmín
- Jorge Chavez
- José Gálvez
- La Libertad de Pallán
- Miguel Iglesias
- Oxamarca
- Sorochuco
- Sucre
- Utco